# Гарроне, Маттео
Матте́о Гарро́не (итал. Matteo Garrone; род. 15 октября, 1968, Рим, Лацио, Италия) — итальянский кинорежиссёр, сценарист и кинопродюсер. Лауреат национальной кинопремии «Давид ди Донателло» в номинации лучший фильм («Гоморра»), двукратный обладатель Гран-при Каннского кинофестиваля («Гоморра», «Реальность»), номинант на премию BAFTA («Гоморра», «Догмэн») и лауреат премии «Серебряный лев» как лучший режиссёр на 80-м Венецианском кинофестивале ( «Я — капитан»).

## Биография
Маттео Гарроне родился в Риме в семье театрального критика Нико Гарроне и фотографа Донателлы Римольди. По матери он приходится внуком итальянскому киноактёру Адриано Римольди.
После окончания школы искусств Liceo Ripetta он работал помощником оператора, с 1986 до 1995 — художником.
За первый короткометражный фильм «Силуэт» Гарроне получил Sacher d’Oro — премию, которую спонсирует знаменитый итальянский режиссёр и сценарист Нанни Моретти. В 1997 году режиссёр снимает свой первый полнометражный фильм «Средиземноморье», в котором одним из трёх эпизодов стал фильм «Силуэт».
Признание критиков пришло к Гарроне после фильма «Таксидермист» за который он получил премию Давид ди Донателло в номинации «Лучший сценарий». Фильм стал поворотным моментом в карьере режиссёра.
Мировой успех принёс режиссёру фильм «Гоморра», снятый по одноимённой книге Роберто Савиано. Лента рассказывает о том, как преступные группировки влияют на жизнь обычных людей в современной Италии. Фильм получил Гран-при Каннского кинофестиваля в 2008 году, итальянский «Золотой глобус», награды Европейской киноакадемии за лучший фильм, режиссёрскую работу и сценарий, а также был номинирован на премию «Сезар». Внимание критиков и всего мирового сообщества привлекло то, как подлинно-мрачно режиссёр показал современное итальянское общество. После этого фильма многие критики начали говорить о возрождении итальянского кинематографа, а самого Гарроне стали называть наследником традиций неореализма.
В 2012 году он вновь получает Гран-при Каннского кинофестиваля за фильм «Реальность». И в этом же году становится членом жюри Венецианского кинофестиваля.
В 2013 году Гарроне снимает рекламный ролик для Bulgari с Эриком Бана в главной роли.
В 2015 году новый англоязычный фильм Гарроне «Страшные сказки» (с Сальмой Хайек, Венсаном Касселем и Тоби Джонсом в главных ролях) стал одним из трёх итальянских фильмов, попавших в основной конкурс 68-го Каннского кинофестиваля.
В 2019 году Маттео Гарроне вручили главную награду Италии — Давид ди Донателло — за его фильм Догмэн, тем самым режиссёр стал рекордсменом по числу полученных статуэток этой кинопремии. Его лента была удостоена сразу девяти наград Национальной киноакадемии.
В феврале 2020 года на Берлинском кинофестивале состоялась премьера приключенческого фэнтези «Пиноккио» Гарроне.
На 80-м Венецианском кинофестивале в 2023 году состоялась премьера картины «Я — капитан», которая удостоилась премии «Серебряный лев» за лучшую режиссуру и премии лучшему молодому актёру (Сейду Сарр).

## Личная жизнь
У Гарроне есть сын Никола (род. в сентябре 2008 года) от его бывшей девушки, Нунзии Де Стефано.
В 2000 году Гарроне создал свою кинопроизводственную компанию «Archimede».
В 2018 году он стал лектором в Миланском университете IULM, рассказывая студентам о том, как создаются истории.

## Фильмография
| Год  |   | Русское название                  | Оригинальное название                 | Роль                |
| ---- | - | --------------------------------- | ------------------------------------- | ------------------- |
| 1996 | ф | Силуэт                            | Silhouette                            | режиссёр, сценарист |
| 1996 | ф | Средиземноморье                   | Terra di mezzo                        | режиссёр, сценарист |
| 1998 | ф | Оресте Пиполо, свадебный фотограф | Oreste Pipolo, fotografo di matrimoni | режиссёр, сценарист |
| 1998 | ф | Гости                             | Ospiti                                | режиссёр, сценарист |
| 2000 | ф | Римское лето                      | Estate romana                         | режиссёр, сценарист |
| 2002 | ф | Таксидермист                      | L'imbalsamatore                       | режиссёр, сценарист |
| 2004 | ф | Первая любовь                     | Primo amore                           | режиссёр, сценарист |
| 2008 | ф | Гоморра                           | Gomorra                               | режиссёр, сценарист |
| 2012 | ф | Реальность                        | Reality                               | режиссёр, сценарист |
| 2015 | ф | Страшные сказки                   | The Tale of Tales                     | режиссёр, сценарист |
| 2018 | ф | Догмэн                            | Dogman                                | режиссёр, сценарист |
| 2019 | ф | Пиноккио                          | Pinocchio                             | режиссёр, сценарист |
| 2023 | ф | Я — капитан                       | Io capitano                           | режиссёр, сценарист |